# Samosely

Mapa de l'àrea d'exclusió

Samosely (en belarús: самасёлы, en rus: самосёлы, en ucraïnès: самосели, traduït com "colons" en català) són ciutadans que resideixen de manera il·legal en l'àrea de 30 km a la zona d'exclusió després de l'accident de Txornòbil i que va afectar importants extensions d'Ucraïna i Belarús que en aquell moment eren territoris de la Unió Soviètica.
Dins de l'àrea d'exclusió hi ha diverses localitats i llogarets abandonats la població de les quals es va negar a ser evacuada o bé van tornar de manera il·legal després que el perímetre s'acordonés. La major part de la població són ancians que ja residien a Txornòbil i altres localitats properes abans del desastre nuclear del 1986. A aquests se'ls va prometre que tornarien aviat a casa mentre eren reubicats en altres ciutats més distants en les que van haver d'acostumar-se a la discriminació per part d'altres ciutadans.
La població estimada és d'uns 197 habitants, inicialment eren uns 1.200, dels quals la majoria resideix a Txornòbil mentre que la meitat està disseminada en altres localitats al llarg de la zona.

## Demografia

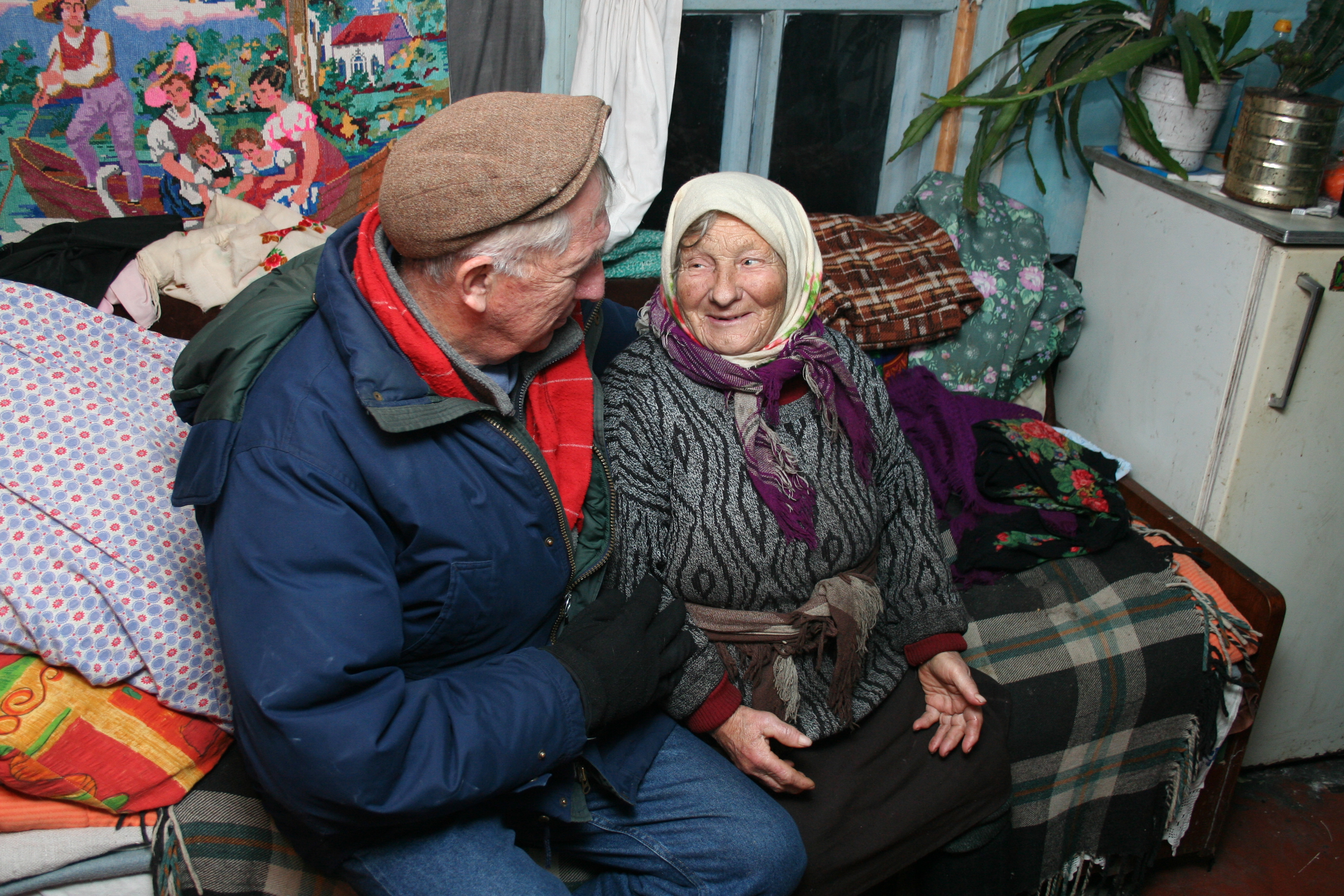
Parella d'avis (samosely) residents a l'àrea d'exclusió en una imatge del 2007.

La població va anar disminuint amb el pas dels anys, el 1999 eren 612, el 2007 van arribar a 328 amb una edat mitjana de 63 anys i el 2012 foren 197 habitants. En els 25 anys anteriors al 2012 hi va haver 900 morts i un naixement. L'únic naixement del que es té constància va ser el 25 d'agost del 1999 quan Lydia Sovenko, de 46 anys en aquell moment, va donar a llum a una nena sana tot i la radiació. La petita va residir a Txornòbil fins que el 2006 es va mudar amb els seus pares a una localitat fora de l'àrea d'exclusió per anar al col·legi tot i que tornava a la seva ciutat natal els caps de setmana per visitar la seva mare, la qual segueix residint en el lloc.
El 2012, l'administració local va permetre a la població anciana l'accés a la zona contaminada, però la població jove van ser forçats a emigrar. El 2009 la població era de 271. Els principals nuclis de població són les següents:
- Txornòbil - 136
- Ilinke - 37
- Teremtsi - 36
- Kupovatoye - 32
- Opachichi - 20
- Paryshev - 16
- Lubianka - 12
- Otashev - 10
- Rudnya-Ilinetskaya - 8
- Ladyzhichi - 8
- Zalesie - 5
- Novo-Shepelichi - 1

Altres famílies van entrar de manera il·legal a l'indret escapant de la pobresa. Tot i les ordres per part de l'administració municipal es neguen a marxar de casa seva i s'han mostrat agressius davant els mitjans de comunicació. L'administració els acusa d'okupes per habitar les propietats abandonades sense permís dels propietaris legítims.
L'abril de 2013, la ministra d'Afers Socials, Natàlia Korololevska, va afirmar que els colons gaudeixen dels subsidis del Govern, però va descartar la possibilitat d'incloure els seus domicilis en el cens en residir en un lloc que a priori és incompatible amb la vida. Tampoc apareixen en el padró aquells que resideixen de manera il·legal, encara que s'estima que el 2013 hi residien entre 200 i 2.000 habitants.